# شکوه علفزار
شکوه علفزار (به انگلیسی: Splendor in the Grass) فیلمی درام محصول سال ۱۹۶۱ به کارگردانی الیا کازان است. این فیلم به موضوعاتی مثل عشق، دلشکستگی و خودداری جنسی می‌پردازد.

## داستان
داستان فیلم در جنوب شرق کانزاس در سال ۱۹۲۸ رخ می‌دهد ویلما دین «دینی» لومیس (ناتالی وود) دختری نوجوان است که به شدت عاشق و دلباخته دوست پسر و هم کلاسی خود باد استمپر (وارن بیتی) پسر یکی از مرفه‌ترین خانواده‌های شهر است. آن دو هر روز همدیگر را می‌بینند و این موجب نگرانی خانواده‌های شان نسبت به نوع رابطه آن‌ها است. دینی تحت مشاوره مادرش به مقاومت در برابر تمایل خود برای برقراری رابطه جنسی با باد تشویق می‌شود و به همین صورت باد نیز از طرف خانواده خود به ویژه پدرش، آس (پت هینگل)، تحت فشار است تا مبادا اشتباهی در رابطه دوستانه خود با دینی داشته باشد. پدر باد، نشان می‌دهد که باد به نوع دیگری از دخترها برای ارضای خواست خود نیاز دارد.
پدر باد استمپر به استخراج نفت در کانزاس مشغول است و سهام شرکتش هر روز در حال ترقی است؛ ولی برعکس پدر خانواده لومیس مغازه دار و نسبتاً کم درآمد است و مشغولیت روزانه آن‌ها پیگیری قیمت سهام شان در شرکت استخراج نفت استمپرها است.
داستان با ورود ویرجینیا جینی (باربارا لدن) خواهر لاابالی و خیره سر باد که به تازگی پس از طلاق از شوهر خود از شیکاگو، ایلینوی به کانزاس بازگشته شکل تازه‌ای به خود می‌گیرد. در حالی که شایعه سقط جنین توسط جینی به دلیل روابط جنسی غیر متعارف در شهر وجود دارد، جینی مصمم است تا از روی قصد خلاف توقعات پدر و مادر و اهالی شهر رفتارهای خیره سرانه و بی پروا با مردان غریبه داشته باشد. با اینکه باد از این خودسریهای جینی بیمناک است اما دینی تا حدودی تحت تأثیر این رفتار جینی قرار می‌گیرد و در بعضی موارد او را تحسین می‌کند. پدر باد که از دختر خود ناامید شده تمام آرزوهای خود را در باد می‌بیند؛ لذا او را تحت فشار قرار می‌دهد تا دینی را فراموش کرده و برای ادامه تحصیل به دانشگاه ییل برود. باد نیز تحت تأثیر پدر و با قول اینکه پس از اتمام تحصیلات دانشگاهی با دینی ازدواج بکند این خواسته پدر را قبول می‌کند و دیدار خود با دینی را قطع می‌کند. اما این فشار عاطفی موجب یک شکست فیزیکی و ابتلا به ذات الریه در وی می‌شود.
باد پس از بهبودی از بیماری به یاد گفته پدر با دختر دیگری رابطه برقرار می‌کند. باد که می‌داند نوریس یکی از دختران دبیرستان به داشتن رابطه با او تمایل دارد با وی یک رابطه برقرار می‌کند. اما این رابطه، شکست روحی او را شدیدتر می‌کند. دینی نیز به نوبه خود به دلیل قطع رابطه با باد رفتارهای پرخاشگر و عصبی از خود نشان می‌دهد و حتی یک‌بار در برابر سؤال مادرش که آیا باکرگی‌اش را ازدست‌داده به شدت عصبی شده و شروع به فحاشی می‌کند.
دینی به درخواست یکی از پسران دبیرستان به نام تاتل «توتس» (گری لاکوود) در یک مهمانی رقص شرکت می‌کند. در آن مجلس که باد نیز حضور دارد؛ دینی به تقلید از جینی، از باد می‌خواهد تا شب را باهم باشند. باد که از این اتفاق شوکه شده، امتناع می‌کند و می‌گوید تو یک دختر خوب هستی. دینی با مشاهده امتناع باد به سمت توتس رفته و با او در بیرون شهر در کنار آبشار رابطه برقرار می‌کند؛ اما در آنجا دینی متوجه می‌شود که نمی‌تواند این خواسته‌اش را با ایجاد رابطه با پسر دیگری برطرف کند و به‌نوعی احساس می‌کند که مورد تجاوز قرارگرفته‌است؛ لذا دیوانه‌وار اقدام به خودکشی می‌کند و خود را به داخل آبشار پرت می‌کند. اما به‌موقع مردم او را نجات می‌دهند.
پدر و مادر دینی به پیشنهاد دکتر او را به آسایشگاهی در ویچیتا می‌فرستند و برای تأمین مالی آن مجبور می‌شوند تمام سهام خود را بفروشند که در واقع معلوم می‌شود این یک موهبت برای آنان بوده‌است، زیرا آن‌ها به یک سود خوب قبل از سقوط بزرگ بازار سهام در سال ۱۹۲۹ می‌رسند. زمانی که دینی در آسایشگاه روانی تحت درمان است، با یک بیمار دیگر، به نام جانی مسترسن (چارلز رابینسون) دوست می‌شود. جانی هم که به اصرار پدر و مادر خود به جراحی روی آورده در حال برطرف کردن مشکلات روانی خود به هنگام انجام عمل جراحی است.
در همین حال، باد دوران سخت روحی را در دانشگاه ییل سپری می‌کند و نمی‌تواند عملاً تمام دروس خود را پشت سر بگزارد. درحالی‌که او در ییل سرگردان و بلاتکلیف است، با یک دختر مهاجر ایتالیایی به نام آنجلینا (زهره لمپرت) که در یک رستوران محلی در نیوهیون کار می‌کند، آشنا می‌شود.
پدر باد قبل از سقوط بازار سهام در ماه اکتبر سال ۱۹۲۹ در تلاش برای به دست آوردن روحیه پسرش و رفع مشکلات تحصیلی او سفری به نیوهیون می‌کند. در ییل وی با پیشنهاد ترک تحصیل پسرش از طرف رئیس روبرو می‌شود ولی به شدت با آن مخالفت می‌کند. پدر باد در نیوهیون با شنیدن خبر افت بازار بورس تصمیم می‌گیرد تا به همراه باد به نیویورک بروند. افت بازار بورس موجب می‌شود تا پدر باد تمام دارایی‌اش را از دست بدهد و او به مانند بیشتر سهام‌داران ورشکسته با پرت کردن خود از پنجره به بیرون خودکشی می‌کند.
پس از دو سال و شش ماه، دینی از آسایشگاه روانی ویچیتا مرخص می‌شود درحالی‌که که می‌فهمد پدر باد آس همه‌چیزش را ازدست‌داده و خودکشی کرده همسرش به تولسا رفته تا با والدینش در آنجا زندگی کند. خواهر باد نیز در یک تصادف رانندگی کشته‌شده‌است. مادر دینی سعی می‌کند که او را از هر غم و اندوه که ممکن است بر اثر ملاقات با باد به وجود آید، محافظت کند. هنگامی‌که دوستان دبیرستانی دینی برای دیدارش می‌آیند، مادر وانمود می‌کند که محل زندگی باد را نمی‌داند بااین‌حال، پدر دینی شجاعانه می‌گوید که باد اکنون در مزرعه قدیمی خانوادگی‌اش به دامداری مشغول است. دوستان دینی او را با ماشین به مزرعه باد می‌رسانند. دینی مشتاقانه در آنجا باد را ملاقات می‌کند و می‌فهمد که باد با آنجلینا ازدواج کرده و یک پسر کوچک به نام «باد جونیور» دارد. دینی نیز به باد می‌گوید که قصد دارد با جان که در حال حاضر یک دکتر در سینسیناتی است، ازدواج کند. در طول دیدار مختصر، دینی و باد متوجه می‌شوند که هیچ‌کدام خوشبخت نیستند و باید در برابر هجوم حوادث شکیبا بوده و آن را قبول کنند.
دینی در بازگشت در جواب دوستش که می‌پرسد آیا بازهم باد را دوست دارد به یاد قطعه شعر خوانده شده در مدرسه می‌افتد که شکوه عشق فروزان گذشته هرگز دوباره بازنخواهد گشت.

## تولید
نام فیلم از قطعه شعری سروده ویلیام وردزورث گرفته شده که در طول فیلم چند بار خوانده می‌شود:
«آن فروغ درخشان که زمانی در برابر دیدگانم می‌درخشید، اکنون برای همیشه از نظرم ناپدید شده‌است. گرچه هیچ‌چیز شکوه علفزار و طراوت گل‌های بهاری را به ما باز خواهد گرداند اما غمی نیست؛ باید قوی بود و به آنچه برجای‌مانده امید بست»

## جوایز
ویلیام اینج به‌خاطر نگارش فیلم‌نامه شکوه علفزار برنده جایزه اسکار بهترین فیلم‌نامه اصلی و ناتالی وود برای بازی در این فیلم نامزد جایزه اسکار بهترین بازیگر نقش اول زن شد.

## بازیگران
| بازیگر        | در نقش          |
| ------------- | --------------- |
| ناتالی وود    | ویلما دین لومیس |
| وارن بیتی     | باد استمپر      |
| پت هینگل      | ایس استمپر      |
| جوآنا روس     | خانم استمپر     |
| آدری کریستی   | خانم لومیس      |
| فرد استیوارت  | دل لومیس        |
| باربارا لدن   | جینی استمپر     |
| زاهره لامپرت  | آنجلینا         |
| جان مک گاورن  | داک اسمایلی     |
| جین نوریس     | جوانیتا هاوارد  |
| مارتین بارتلت | خانم متکاف      |
| گری لاکوود    | الم تاتل        |
| سندی دنیس     | کی              |
| کریستال فیلد  | هیزل            |
| مارلا آدامز   | جوان            |
| فیلیس دیلر    | تگزاس گینن      |

## صداپیشگان
صداپیشگان این فیلم در دوبلهٔ فارسی
| دوبلر          | نقش             | بازیگر       |
| تاجی احمدی     | ویلما دین لومیس | ناتالی وود   |
| جلال مقامی     | باد استمپر      | وارن بیتی    |
| ایرج رضایی     | ایس استمپر      | پت هینگل     |
| آذر دانشی      | میسیز لومیس     | ادری کریستی  |
| رفعت هاشم‌پور   | جینی استمپر     | باربارا لودن |
| پرویز نارنجی‌ها | دل لومیس        | فرد استیوارت |
| بدری نوراللهی  | میسیز استمپر    | جوآنا روس    |